# Provincia Vayots Dzor
Provincia Vayots Dzor (armeană Վայոց Ձոր) este o provincie situată în sud-estul Armeniei. Capitala sa este orașul Ehegnadzor.